# Francesco Rizzoli
Francesco Rizzoli (Milano, 11 luglio 1809 – Bologna, 24 maggio 1880) è stato un medico, chirurgo e politico italiano, considerato uno dei padri dell'ortopedia moderna.

## Biografia

### Famiglia
Francesco Rizzoli nacque a Milano, da Gaetano Rizzoli e Maria Trovamala. Suo padre, luogotenente nell'esercito di Napoleone e di Gioacchino Murat, fu ucciso nel 1814 da briganti in Calabria quando il figlio aveva cinque anni. Con la sorella Teresa, Francesco fu affidato allo zio paterno Vincenzo, a Bologna.

### Giovinezza
Francesco Rizzoli trascorse la giovinezza a Bologna. Benché di modeste condizioni economiche riuscì a conseguire la laurea in medicina nel 1828 e in chirurgia nel 1831 all'Università di Bologna, seconda città dello Stato pontificio.

### La carriera universitaria e medica
In seguito ad un intenso e produttivo tirocinio post laurea ottenne (con una paga molto bassa) la posizione di assistente di Paolo Baroni, cognato di Rizzoli, il quale era professore all'Università e direttore dell'ospedale degli Abbandonati e Ricovero. Quando Baroni divenne primario e archiatra del Papa Gregorio XVI a Roma, Rizzoli fu nominato capo chirurgo dell'ospedale, dal 1838 al 1849 fu nominato professore sostituto di ostetricia quando gli fu conferita la cattedra di clinica chirurgica che conservò fino al 1865. Negli anni successivi visitò l'istituto chirurgico di Joseph Francois Malgaigne a Parigi. Al suo ritorno fece più volte pressioni per migliorare le condizioni igieniche e didattiche dell'ospedale così sorsero divergenze tra lui e il ministero e il professore fu collocato a riposo. Privato dell'insegnamento, Rizzoli dedicò la sua attività all'ospedale Maggiore, di cui era primario e alla clientela privata. Nel 1868 gli fu nuovamente affidata la cattedra di chirurgia e nel 1876 gli fu proposto di succedere a Luigi Porta come professore di chirurgia clinica e medica operatoria all'Università di Pavia. Durante l'epidemia di colera diresse il lazzaretto del Ricovero e supervisionò anche quello di San Lodovico. Per il suo operato durante l'epidemia ricevette il diploma di aggregazione alla nobiltà bolognese. Il dottore Giuseppe Ruggi ne parla in Ricordi della mia vita, pubblicato dall'editore Cappelli nel 1924. Lo descrisse utilizzando le seguenti parole: "durante l'intervento era in uno stato tale che gridava come un pazzo, sostenendo e inveendo contro i suoi assistenti che erano confusi e sconvolti [...] mentre il paziente, che era sveglio, gridava a pieni polmoni, inascoltato, a volte insultando il chirurgo e i suoi assistenti".

### La carriera politica
L'illustre medico fu molto stimato e apprezzato anche in politica, ricoprendo diverse cariche a livello nazionale. Ardente patriota, prestò la sua opera durante le guerre d'indipendenza. Nel 1859 fu nominato deputato dell'assemblea nazionale dei popoli delle Romagne, votò per la destituzione del governo pontificio e dal 12 febbraio 1862 alla morte fu consigliere provinciale di Bologna. Fu chiamato dal capo del governo Urbano Rattazzi, insieme a Luigi Porta per esaminare Giuseppe Garibaldi dopo la ferita riportata nello scontro a fuoco sull'Aspromonte. Riuscì a scongiurare l'amputazione: diagnosticò che la pallottola era rimbalzata e bisognava solo aspettare che la ferita si risanasse. Nel 1879, un anno prima della sua morte, il re lo nominò Senatore della XIII legislatura. Morì il 24 maggio 1880 e la sua salma fu imbalsamata con iniezione arsenicale praticata dal professor Romei.

### Il sogno di una vita

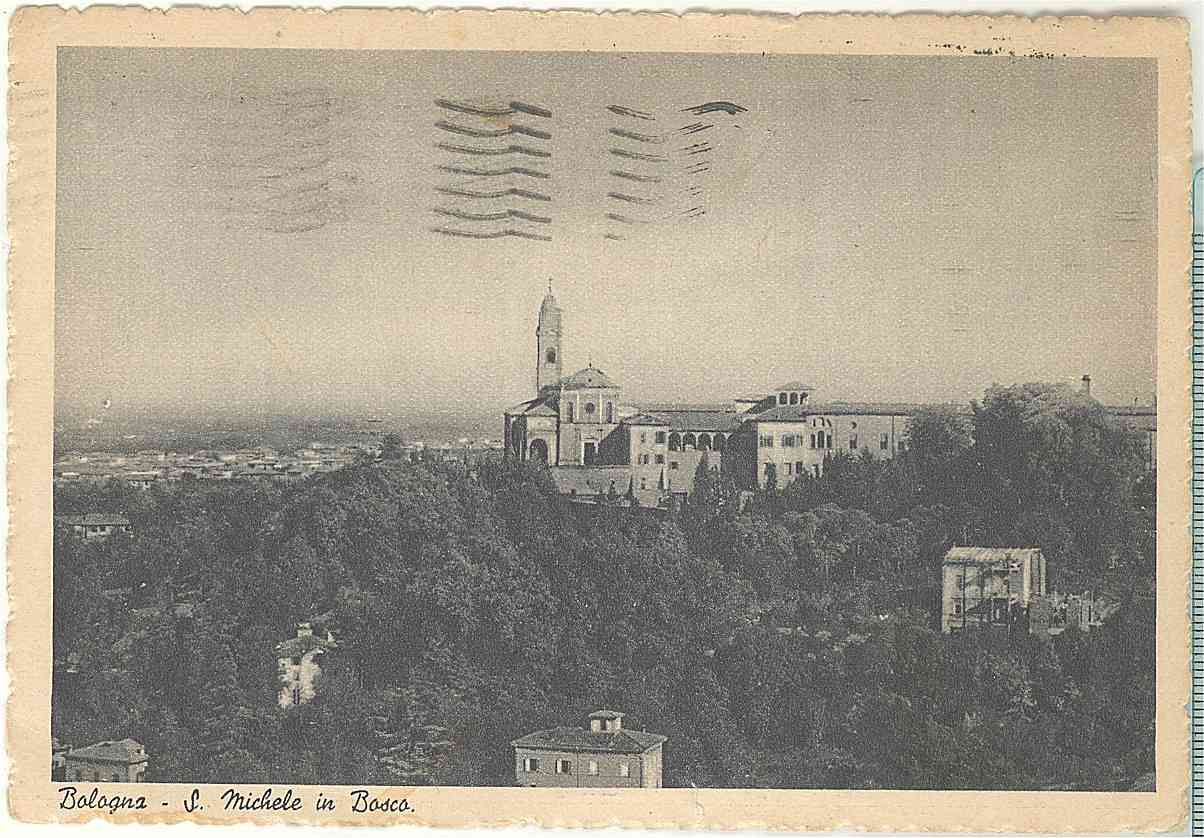
Una cartolina del 1954 raffigurante il complesso di San Michele in Bosco

Rizzoli, privo di famiglia, donò le proprie ricchezze (all'incirca £ 1 754 894 dell'epoca) all'amministrazione provinciale di Bologna per la realizzazione del suo sogno: la costruzione di un grande e moderno ospedale "per la prevenzione e il trattamento delle deformazioni del corpo", in cui sarebbe stato possibile mettere in pratica il trattamento chirurgico del rachitismo e delle deformazioni congenite, un ospedale in cui tutto ciò che aveva visto all'estero potesse essere applicato, un ospedale in cui i risultati degli studi di Joseph Lister potessero essere sfruttati. Tre erano gli obiettivi di Rizzoli: progresso della scienza, un buon grado di umanità e far acquisire maggior notorietà alla città. Nel 1879 Rizzoli acquistò per £ 55 000 dal Demanio il monastero di San Michele in Bosco, ex convento olivetano espropriato in epoca napoleonica e diventato "casa di forza" per i condannati all'ergastolo. Il progetto fu realizzato dall'amministrazione provinciale dopo la sua morte. L'istituto fu inaugurato da Umberto I il 28 giugno 1896 con il nome di Istituto Ortopedico Rizzoli, e rimane uno dei migliori ospedali ortopedici al mondo.

## Il personaggio
Fu severo, solitario e imperioso, reso forte dalla giovinezza difficile e dalla miseria sanitaria che circondava il suo lavoro. Era considerato un avaro: dopo la sua morte furono ritrovate ancora sigillate le buste contenenti le somme guadagnate per i suoi servizi. Allo stesso tempo, però, fu molto generoso, attento alle necessità dei suoi pazienti e dei suoi assistenti. Fu lungimirante nel prevedere la separazione della chirurgia dell'apparato scheletrico da quella generale. Fu figura dominante nei circoli medici di Bologna, come presidente dell'Accademia locale delle scienze e per venti anni (1854–76) della società medica chirurgica. Famoso soprattutto per la grande rapidità in sala operatoria in un periodo in cui l'anestesia (fu tra i primi a sperimentare il cloroformio nel novembre del 1847) e la sterilità erano agli albori. Fu anche autore di studi sulla chirurgia della tiroide e sulle malattie delle arterie.

## Curiosità
Rizzoli scrisse molti lavori scientifici, alcuni dei quali da lui raccolti in due volumi nel 1869, tradotti anche in francese, che comparvero in due edizioni del 1872 e del 1875. Molti dei suoi tesori sono conservati nel "Museo Rizzoli", tra i quali la bone-breaking che Rizzoli utilizzò per accorciare gli arti o riequilibrarli con quelli più corti.
In ricordo del giorno della sua nascita, Gino Rocchi affisse una bella epigrafe murata all'ingresso dell'ospedale ortopedico Rizzoli.
Rizzoli inventò e perfezionò strumenti:
- ideò un forcipe uncinato, costruito dalla ditta Fratelli Lollini. La tecnica di applicazione del forcipe prevedeva l'inserimento nell'utero della valva sinistra, poi di quella destra e il loro successivo congiungimento a livello della chiusura.
- Ideò una specie di cuffia paraorecchie, indossata dal medico che preferiva ancora operare guidato dalle grida del malato, ma preferibilmente da grida un po' attutite. Esse sono custodite nella terza stanza della libreria Umberto I.

## Edifici
- Istituto ortopedico Rizzoli (Bologna).
- A Rizzoli fu intitolato il tratto del Mercato di Mezzo, da Piazza Maggiore alle due torri, conosciuta oggi con il nome di via Francesco Rizzoli.
- A Bologna abitò in strada Maggiore 37, nel suo palazzo dal 1876 fino al 1890 soggiornò il poeta Giosuè Carducci.

## Opere e pubblicazioni
- 1858: Operazioni chirurgiche eseguite in diversi casi onde togliere la immobilità della mascella inferiore (20 pagine)
- 1860: Nuovo metodo per la cura di alcune varietà d'ernia inguinale congenita associate alla presenza del testicolo nel canale inguinale (letta nella sessione del 15 novembre)
- 1863: Aneurismi inguinali e di uno popliteo ottenuto mediante un semplicissimo mezzo di compressione (letta nella sessione del 12 novembre dell'Accademia delle Scienze)
- 1867: Terebrazione del cranio in un epiletico (24 pagine)
- 1869: Collezione delle memorie chirurgiche e ostetriche (577 pagine)
- 1875: Della onichia ulcerosa lurida e della maligna (42 pagine)
- 1878: Emostasia diretta nella cura di aneurismi traumatici e di ricorrenti emorragie per ferite od ulcerazioni di arterie degli arti toracici (41 pagine)
- 1880: Studi istofisio-anatomopatologici e clinici sull'ano preternaturale accidentale (37 pagine)